# Armaris
Armaris è una joint-venture francese che opera nel settore dell'ingegneria e della sistemistica navale, progettando e realizzando unità navali militari, in particolare corvette, fregate, portaerei e sottomarini. Provvede quindi anche alla gestione di contratti di fornitura di grandi navi militari.

## Storia
È stata costituita nel 2002 da DCNS, ora Naval Group (50%) e Thales (50%).
Armaris, tramite la Horizon SAS partecipa, anche al Programma Orizzonte.